# Saab Skeldar
Le Skeldar est un drone hélicoptère de type drone de surveillance et un drone de reconnaissance tactique développé par le constructeur aéronautique suédois Saab. Sa mission principale est la surveillance.

## Développement
Le développement du Skeldar commence en 2005 et le Skeldar V-150 est présenté en juin 2006 à Paris, France. Le Skeldar V-200 est la désignation utilisée depuis.

## Description
La conception du Skeldar V-200 lui permet de décoller et d’atterrir sur une plateforme de 15 m par 15 m. Ces opérations peuvent être réalisées automatiquement.
Le Skeldar peut être équipé de différents équipements comme une caméra, un pointeur laser, un petit cargo pour en faire un drone de transport ou de l'équipement SIGINT, en fonction de la mission.
Le Skeldar peut être utilisé sur mer et sur terre par deux opérateurs ou plus. La station de contrôle peut être intégrée dans un véhicule tout terrain ou sur un navire,.
Pour les opérations navales, la station de contrôle peut être intégrée dans les consoles d'opérateur et les systèmes de gestion de combat normaux d'un navire.

## Histoire
En 2009, Saab s'est associé à Swiss UAV pour développer et commercialiser conjointement trois conceptions VTOL (Vertical Take Off and Landing): le Skeldar V-200 et les UAV suisses Neo S-300 et Koax X 240. Les trois systèmes peuvent être contrôlés à partir d'un poste de commande au sol commun Saab.
Fin 2015, Saab s'est associé à UMS et a créé la société UMS Skeldar.
En septembre 2018, l'UMS Skeldar V-200B a été sélectionné par la Marine allemande pour être utilisé à bord de corvettes de la classe Braunschweig.
La Marine royale néerlandaise et la composante marine belge utiliseront le V-200 sur leurs futurs MCMV (navire de guerre des mines), dont le premier sera opérationnel en 2024.

## Caractéristiques
- Longueur : 4 m
- Largeur : 1,2 m
- Hauteur : 1,3 m
- Masse maximale au décollage : 200 kg
- Altitude maximale de décollage : 2 400 m
- Charge maximale : 40 kg
- Vitesse maximale :  130 km/h
- Distance franchissable : 150 km
- Endurance : 5 heures
- Puissance : 55 ch
- Plafond opérationnel : 4 500 m
- Temps de préparation avant décollage :  <15 min [2]

## Opérateurs
- Canada Marine royale canadienne désigné comme CU-176 Gargoyle[10]
- Espagne Marine espagnole, sur un patrouilleur hauturier de Classe Meteoro[11]
- Allemagne German Navy
- Indonésie Ministry of Defence[12]
- Belgique La marine belge utilisera le V-200 sur les futurs MCMV's (mine countermeasure vessels), opérationnels dès 2024[13].
- Pays-Bas The Royal Netherlands Navy utilisera le V-200 sur les futurs MCMV's (mine countermeasure vessels), opérationnels dès 2024[13].

## Galerie d'images

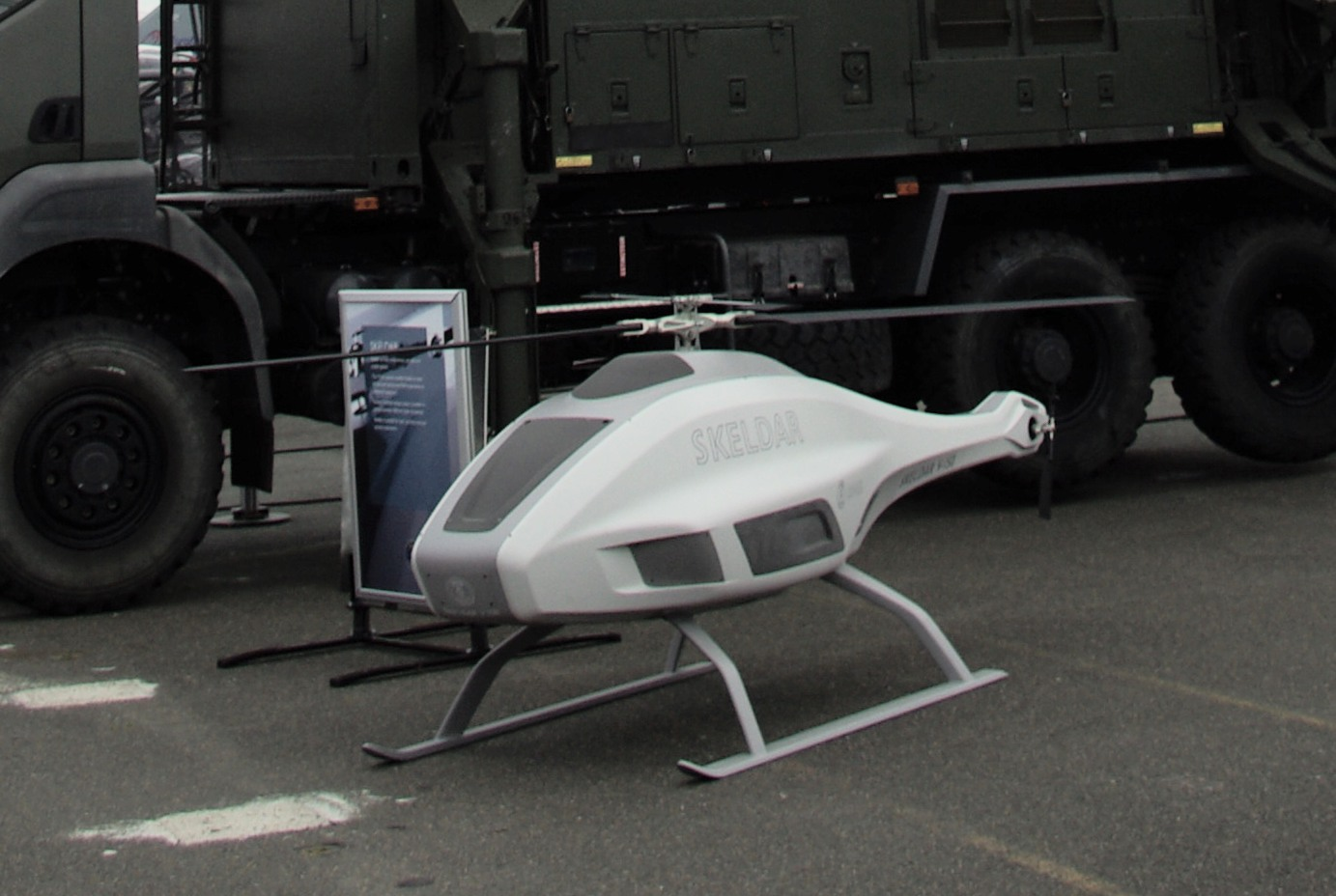
V-150
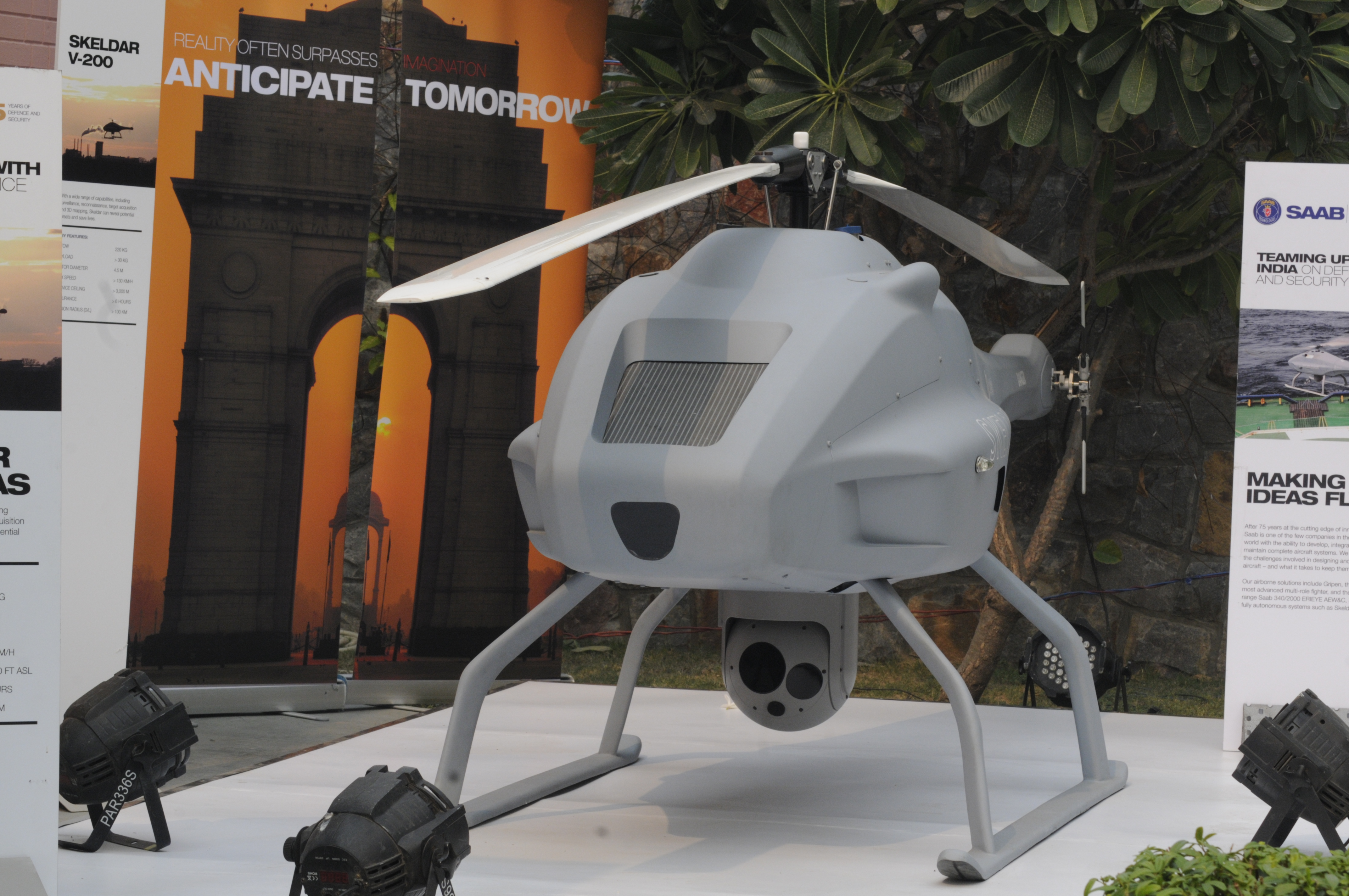
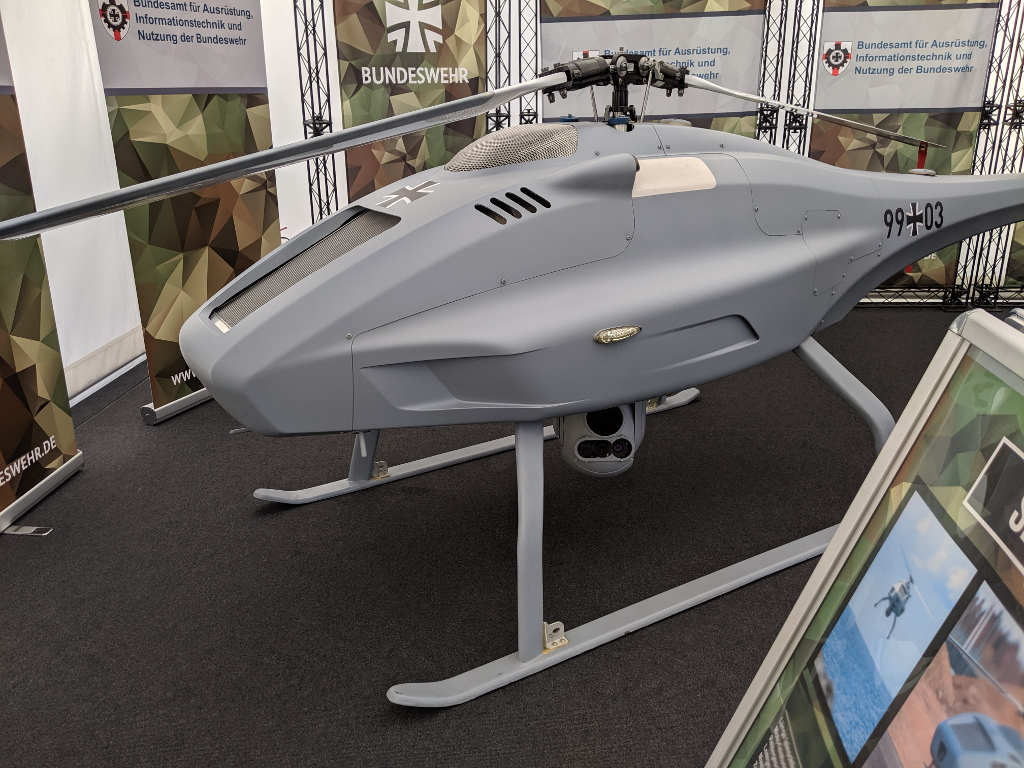

## Drones comparables
- Camcopter S-100
- VSR700